# Chiesa di Sainte Anne la Royale
La chiesa di Sainte Anne la Royale fu una chiesa dell'ordine dei Chierici regolari teatini e una delle prime opere barocche di Francia.
Si trovava a Parigi presso la Senna, tra le Quai Voltaire e Rue de Lille nel 7 ° arrondissement. La chiesa fu progettata da Guarino Guarini e fu consacrata nel 1666.

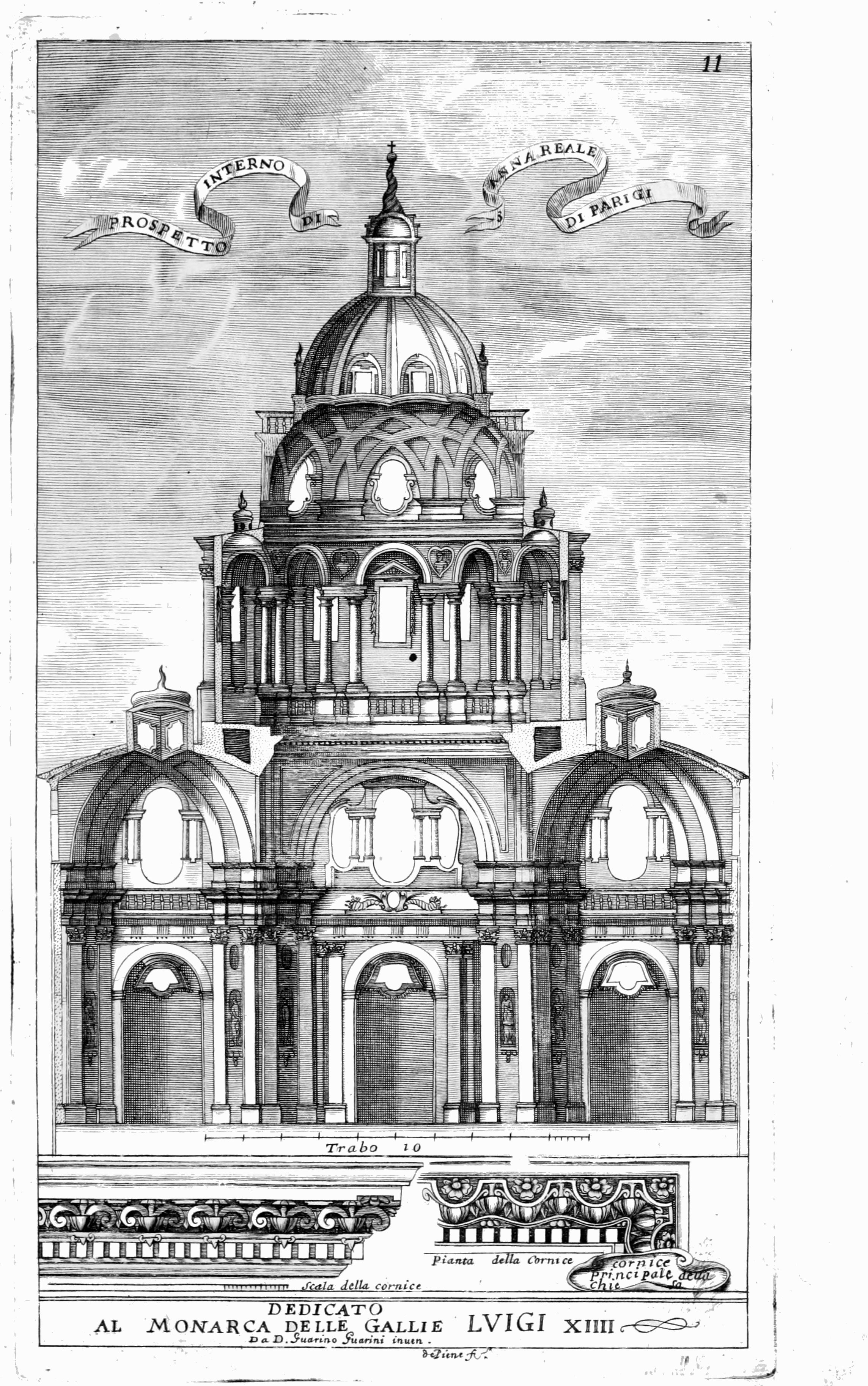
Sezione della chiesa da un'incisione del trattato di Architettura Civile

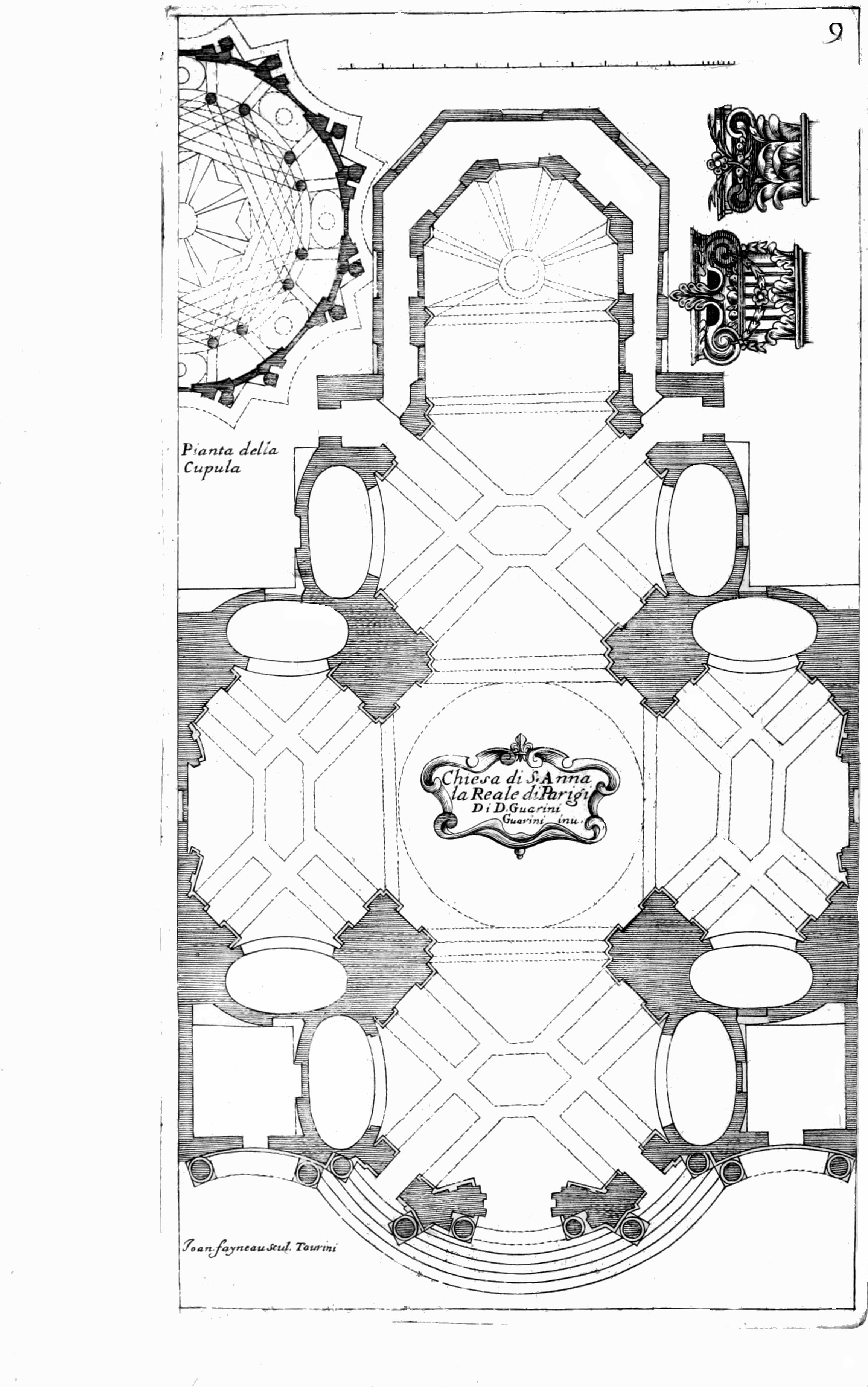
Pianta della chiesa da un'incisione del trattato di Architettura Civile

## Storia
La chiesa teatina di Sainte-Anne-la-Royale fu fondata dal cardinal Mazzarino alla sua morte, nel 1661, con un lascito di trecentomila lire e doveva accogliere la tomba dello statista.
Nel 1662 fu incaricato del cantiere il teatino Guarino Guarini che stravolse l'iniziale progetto dell'ingegnere militare Maurizio Valperga, conservando le fondamenta e iniziando a costruire un edificio in cui, soprattutto nella conformazione spaziale, trovava espressione l'architettura barocca italiana, oltre che il proprio linguaggio, ormai maturo per grandi imprese costruttive.
Guarini abbandonò Parigi e il cantiere di Sainte Anne la Royale nell'ottobre 1666, in seguito alle critiche ricevute e alla mancanza di fondi per continuare i lavori, dovuta anche a contrasti interni all'ordine dei teatini in merito alla gestione dei fondi. L'edificio rimase incompleto e senza la cupola. Guarini, giunto a Torino dove lasciò le sue migliori opere, negli anni successivi si rifiutò di tornare a Parigi. La chiesa fu terminata da altri, diversi anni dopo e con grandi rimaneggiamenti e finì inglobata da altri edifici che vi si addossavano. Del resto i teatini non erano riusciti ad imporsi in modo determinante in Francia, essendo considerati una presenza italiana e non nazionale.
La chiesa, che non era mai stata accettata dalla cultura architettonica francese, fu sconsacrata durante la Rivoluzione e demolita nel 1823.

## Descrizione
Nella chiesa Guarini utilizza una pianta centrale che aveva il suo centro in una complessa cupola con archi intrecciati che anticipa le realizzazioni torinesi, come la cappella della Sindone e in cui è stato visto l'influsso del gotico di cui Guarini ebbe modo di vedere a Parigi alcuni dei maggiori monumenti.
La centralità veniva però alterata da un asse longitudinale, creando un organismo architettonico complesso in cui si realizzava il principio barocco dell'integrazione spaziale.
Gli architetti e la cultura francese di quel periodo reagì negativamente, considerando il progetto espressione di stravaganza inadatta alla capitale francese dove si andava sviluppando un monumentalismo sostanzialmente antibarocco e uno spirito nazionalista che avrebbe consentito la grande fioritura del classicismo francese. Del resto lo stesso trattamento ebbero negli stessi anni i progetti di Bernini per il Louvre.